# Дердийок, Эрен
Эре́н Дердийо́к (нем. Eren Derdiyok; род. 12 июня 1988, Базель) — швейцарский футболист, нападающий. Выступал за сборную Швейцарии.

## Карьера
Дердийок — воспитанник клуба «Олд Бойз», который выступал в одной из низших лиг Швейцарии. В дебютном сезоне забил 10 мячей в 18 встречах, чем привлёк внимание «Базеля». В сезоне 2006/07 не смог закрепиться в основном составе, изредка выходя на замену, что не помешало ему открыть счёт своим голам в чемпионате Швейцарии. В следующем сезоне Дердийок стал игроком основы. В 36 матчах забил 10 мячей и был признан лучшим молодым игроком Швейцарии. Вскоре пошли слухи о переходе Дердийока в «Ньюкасл Юнайтед», однако сезон 2008/09 он провёл в составе «Базеля».
В конце мая 2009 года подписал 4-летний контракт с леверкузенским «Байером». С 2012 по 2013 год выступал за немецкий «Хоффенхайм». 30 августа 2013 года вернулся в «Байер» на правах аренды. В мае 2014 года Дердийок перешёл в турецкую «Касымпашу», с которой подписал трёхлетний контракт. В 2016 году перешёл в «Галатасарай».

## Сборная
Дердийок выступал за юношескую (7 игр, 7 мячей) и молодёжную (6 игр, 8 мячей) сборные Швейцарии. Его дебют во взрослой сборной пришёлся на матч сборных Швейцарии и Англии. В том матче он забил гол первым касанием, но его сборная проиграла. Дердийок был самым юным участником Евро-2008, на том турнире он сделал две голевые передачи. 26 мая 2012 года в товарищеском матче против Германии оформил хет-трик и принёс команде сенсационную победу со счётом 5:3.

## Награды
«Базель»
- Чемпион Швейцарии: 2007/08
- Серебряный призёр чемпионата Швейцарии: 2006/07
- Обладатель Кубка Швейцарии: 2006/07, 2007/08

«Байер»
- Серебряный призёр чемпионата Германии: 2010/11

Личные
- Лучший молодой игрок Швейцарии: 2007/08